# Espagnol des Philippines
L'espagnol des Philippines ou espagnol philippin, est une variété d'espagnol parlée aux Philippines.
L'espagnol fut la première langue officielle des Philippines, depuis l’intégration de l’archipel à l'empire espagnol en 1565, et la langue véhiculaire du pays jusqu'au début du XXe siècle. En 1863 fut instauré un système d'instruction publique qui diffusa considérablement la connaissance de la langue dans la population. Le héros national José Rizal écrivit la plus grande partie de son œuvre en espagnol, tout comme les révolutionnaires, les nationalistes, et les intellectuels ilustrados du XIXe siècle. Il fut la principale langue de diffusion du discours de la révolution philippine et la Première République des Philippines, fondée en 1899, l'instaura en langue officielle. La Constitution de Malolos (en), première constitution philippine, ainsi que l'hymne national philippin furent écrits en espagnol. Durant la première moitié du XXe siècle, il fut la langue de la presse, de la culture, du commerce et, partiellement, de la vie politique philippines. Il resta langue coofficielle avec l'anglais et le tagalog jusqu'en 1973, mais fut cependant peu à peu marginalisé au profit du premier.
L'espagnol reste parlé par d'importantes minorités, est largement présent dans l'enseignement, et différentes initiatives visent à promouvoir les langue et culture hispaniques aux Philippines.
L'espagnol parlé aux Philippines se démarque par une profonde influence reçue du tagalog. De son contact avec les diverses langues philippines sont issus quatre groupes de parlers créoles : chavacano (le plus important), ermitaño (es) et davaoeño.

## Histoire
Comme pour les Néerlandais, qui colonisèrent l'Indonésie (Indes néerlandaises), aux débuts de la période coloniale, à partir de 1565, les Espagnols n'imposèrent pas la langue coloniale espagnole aux indigènes des Philippines. Cependant, les religieux de l'Église catholique, très présents, gèrent les orphelinats, et diverses institutions en espagnol, où des indigènes apprirent la langue. À partir de 1820, la volonté d'ouvrir l'armée coloniale, et le désir de recruter des administrateurs locaux, mais surtout, à la suite des indépendances des colonies espagnoles en Amérique, le besoin de contrôler efficacement les indigènes, font que diverses écoles en enseignement espagnol s'ouvrent aux indigènes, mais surtout pour l'élite. Après 1860, il était estimé que cette élite, ainsi que les gens liés aux institutions catholiques, formaient environ 10 % de la population, en mesure de s'exprimer dans la langue de Cervantès. Cependant, en 1898, année du départ des Espagnols, les plus hauts cadres de l'armée coloniale espagnole aux Philippines sont Espagnols, ainsi que pour l'ensemble des postes administratifs.
Les Américains vont imposer l'anglais comme langue administrative assez rapidement, à partir de 1902, et désormais, après cette date, savoir parler anglais mettra en avant une nouvelle élite sociale, et politique.

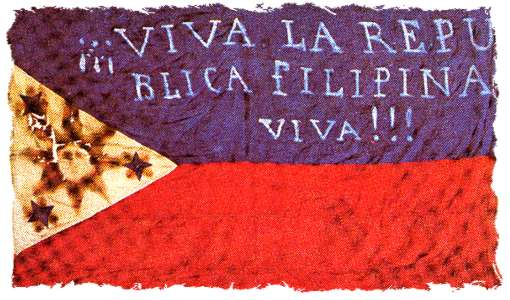
Drapeau révolutionnaire philippin comportant du texte en espagnol.

### Période contemporaine
La période du franquisme en Espagne fut très nuisible à l'espagnol : entre 1935 et 1975, toutes les relations furent rompues avec l'ancienne colonie, ainsi que toutes les relations culturelles, du fait de fortes tensions entre l'Espagne et les États-Unis. De plus, le général Franco, militaire et nationaliste convaincu, avait du mal à accepter la défaite militaire espagnole de 1898, ainsi que le traité de Paris de 1900, qui céda les Philippines aux États-Unis. L'Espagne ne renoua avec les Philippines qu’après 1981, quand la démocratie revint définitivement en Espagne, et encore, tout relativement. Les rares Espagnols qui partaient aux Philippines, entre 1939 et 1981, n'étaient que des religieux de l'Église catholique, et les échanges économiques et culturels entre l'Espagne et son ancienne colonie étaient au niveau 0. De ce fait, l'espagnol parlé aux Philippines se retrouvait très isolé, ancré dans une Asie ou l'anglais était déjà une langue importante, avec les langues chinoises. Les blancs espagnols, qui géraient les médias jadis, sont remplacés par des Américains anglophones. La démocratie ne reviendra en Espagne que en 1981, six ans après la mort de Franco.
Mais il était déjà trop tard : la nouvelle constitution des Philippines de 1987, après la chute de Ferdinand Marcos, abandonna l'espagnol comme troisième langue officielle, qui était encore inscrite comme officielle sur celle de 1973. En 50 ans d'absence, au moins, l'Espagne perdit donc un grand prestige culturel aux Philippines, du point de vue de la langue et des échanges culturels. D'autant plus que l'Espagne était déjà en retrait, de 1898 à 1935, à la suite de sa défaite face aux États-Unis, et en butte à des difficultés économiques et sociales très importantes. Ce qui était aussi le cas des pays hispaniques de l'Amérique latine. Dès lors, les Philippines n'étaient plus vues que comme un pays lointain, isolé du monde hispanique, souvenir du vieux rêve colonial et glorieux de l'Espagne, quand elle régnait sur 5 continents. Aujourd'hui, le nombre de résidents espagnols inscrits aux registres de l'ambassade d'Espagne s’élève à environ seulement 3 000 personnes, dont un grand nombre de membres de l'épiscopat de l'Église catholique, souvent bilingues espagnol/anglais. L'intérêt que porte l'Espagne aux Philippines de nos jours est tout relatif, et son partenariat commercial est tout à fait marginal, étant même devancée, et de loin, par des puissances européennes comme l'Allemagne, ou le Royaume-Uni. D'un point de vue culturel, un Institut Cervantes a ouvert ses portes à Manille. Mais l'engouement pour l'espagnol n'est pas au rendez-vous. Un visiteur espagnol utilisera le plus souvent l'anglais, plutôt que la langue de Cervantès, qui ne serait plus parlée que par 100 000 à 300 000 Philippins, souvent issus des classes aisées (l'espagnol était encore parlé par quelque 1 500 000 à 3 000 000 Philippins, surtout âgés de plus de 60 ans, en 1973, et moins de 1 000 000 en 1987). Le chavacano, créole de l'espagnol n'entre toutefois pas dans ces statistiques.
Depuis la crise économique qui sévit en Espagne depuis 2008, celle-ci à considérablement réduit ses budgets en ce qui concerne les Philippines : ainsi, le centre culturel Cervantès de Manille est menacé de fermeture, et les échanges commerciaux avec les Philippines sont devenus encore plus marginaux, les investisseurs espagnols préférant investir au Maroc, beaucoup plus proche de l'Espagne.[réf. nécessaire]
Les pays hispanophones d'Amérique sont tous aussi éloignés des Philippines que l'est l'Espagne, et, par exemple, les rapports avec le Mexique ou l'Argentine sont quasi inexistants. Le constat semble être que l'espagnol semble être replié sur lui-même aux Philippines, phénomène amplifié du fait que aucun pays voisin n'a l'espagnol comme langue. De ce fait, l'anglais semble plus utile, dans tous les domaines, du tourisme, aux affaires, et l'espagnol, plus que isolé, semble condamné à disparaître lentement. Il n'y a plus de journaux ou médias en espagnol aux Philippines depuis 1978.
Le déclin des rapports avec l'Espagne se voient aussi dans les relations diplomatiques : alors que l'ambassade des États-Unis aux Philippines est grande comme un palais, impressionnant les visiteurs, avec de vastes terrains et jardins, et plusieurs dizaines d'employés, l' ambassade d' Espagne aux Philippines, elle, se trouve au 27ème étage d'un immeuble cossu du quartier de Makati, à Manille, et ou on trouve aussi au même étage, en un autre simple appartement, le consulat Général de l' Espagne aux Philippines, le tout n'employant que 3 personnes, et gérant quelque 3 000 pièces de dossiers par an (dont quelques demandes de visas de Philippins pour voyager en Espagne) : l'ambassadeur d' Espagne, et deux employés, ce qui illustre parfaitement la faiblesse des rapports entre les deux pays. Cependant, l'institut Cervantes de Manille redore le blason, mais il s'adresse à un échange avec tous les pays hispaniques, ou l'espagnol est la langue commune parlée.
Une autre curiosité, à propos de l'espagnol parlé aux Philippines, est que l'on rencontre souvent des juristes, dont des avocats et enseignants du droit, qui parlent couramment espagnol, du fait qu'ils puisent dans les archives du droit de la période coloniale espagnole, à l'origine des lois, et du droit en vigueur dans le pays d'aujourd'hui. Ces archives sont toutes rédigées en espagnol[réf. nécessaire].

## Caractéristiques
Les classes aisées hispanophones, en grande partie à l'origine du maintien du prestige de la langue dans l’histoire du pays, parlent un espagnol proche du standard péninsulaire. Au contraire, les classes populaires parlent un ensemble de créoles dans lesquels la langue se trouve profondément altérée.
Les principales caractéristiques générales de l'espagnol parlé aux Philippines sont :
- seseo (confusion de /s/ et /θ/)[1]
- yeísmo (confusion de /j/ et /ʎ/)[1]
- chute de /d/ intervocalique dans la terminaison -ado (phénomène par ailleurs courant dans nombre de dialectes ou hors contexte formel)[3]
- maintien partiel de l'aspiration du h initial (généralement muet en espagnol moderne) issu de la lénition précoce de f initial latin[1] ; comme dans d'autres dialectes, cette consonne aspirée est confondue avec la réalisation locale de /x/ (j à l'écrit)[3]
- sur le plan lexical présence d'archaïsmes lexicaux (morphologiques et sémantiques) et, naturellement, nombreux emprunts aux langues locales, notamment au tagalog[4]
- système hybride de personnes grammaticales : yo, tú/vos, ele, nisós, ustedes/vusós, ilós[2]
- comme en andalou oriental et en estrémègne, tendance à la neutralisation de l'opposition entre /ɾ/ et /l/ en position finale ou implosive (en fin de syllabe) ; le /ɾ/ final des infinitifs chute et est remplacé par une occlusion glottale (notée ') empruntée au tagalog, ou aboutit sur une voyelle moyenne centrale en position finale (tonique)[3].

Parmi les traits issus du contact de l'espagnol avec le tagalog, outre les nombreux emprunts lexicaux, on peut citer :
- articulation sporadique et fréquente de /f/ (son inexistant en tagalog) comme /p/[3]
- sous l'influence du système phonologique trivocalique du tagalog (a, i, u), articulation de /e/ en /i/ et de /o/ en /u/[3]
- le tagalog ne connaissant pas le genre grammatical, remplacement de l'article féminin la par el ; disparition de la forme féminine pour la plus grande partie des substantifs et adjectifs[5]
- parfois le pluriel est marqué, comme en tagalog, par la particule antéposée mana[2]
- utilisation de la duplication comme indice intensificateur (plutôt que de suffixes comme en espagnol standard)[2]
- profonde altération et réduction du système verbal par l'usage généralisé de particules pour l'expression des temps grammaticaux (tá pour le présent, ya pour le passé et de pour le futur)[6]
- emprunt de la particule ba du tagalog pour marquer l'interrogation[4]